# PT-91 Twardy
PT-91 Twardy („tvrdý“, „silný“ nebo „odolný“) je hlavní bitevní tank zkonstruovaný v Polsku. Jedná se o modernizovanou verzi stroje T-72M1, exportní varianty sovětského tanku T-72 vyráběné licenčně v Polsku, a do polských pozemních sil byl zařazen v roce 1995. Tank byl navržen v OBRUM (Ośrodek Badawczo-Rozwojowy Urządzeń Mechanicznych, „Centrum pro výzkum a vývoj mechanických systémů“) a vyrábí jej firma Bumar Łabędy (součást polského vojenského konsorcia Bumar). Na rozdíl od T-72M1 má PT-91 Twardy nový systém řízení palby, stabilizovaný ve dvou rovinách, reaktivní pancéřování, výkonnější motor, jinou převodovku a nový mechanismus automatického nabíjení děla. 

## Služba
Polsko provozovalo 232 tanků PT-91 Twardy a Malajsie vlastní 48 tanků exportní verze PT-91M „Pendekar“. V červenci 2022 Polsko předalo neupřesněný počet PT-91 ukrajinské armádě. V lednu 2023 Polsko rozhodlo poslat dalších 30 PT-91 Ukrajině. Dle nezávislého webu Oryx ztratila Ukrajina během ruské invaze na Ukrajinu k prosinci 2023 dle volně dostupné fotodokumentace nejméně čtyři tanky a další byl poškozen.